# Vestervig
Vestervig is een plaats in de Deense regio Noord-Jutland, gemeente Thisted. De plaats telt 711 inwoners (2008).